# My Soul
My Soul je třetí album rappera Coolia. Album bylo vydáno 26. srpna 1997 jako jeho poslední album pro Tommy Boy Records.

## Seznam skladeb
1. Intro
2. 2 Minutes & 21 Seconds Of Funk
3. One Mo (spolupráce 40 Thevz)
4. The Devil Is Dope
5. Hit 'Em" (spolupráce Ras Kass)
6. Knight Falls
7. Ooh La La
8. Can U Dig It
9. Nature OF The Business
10. Homeboy (spolupráce Montell Jordan)
11. Throwndown 2000 (spolupráce 40 Thevz)
12. Can I Get Down One Time
13. Interlude
14. My Soul
15. Let's Do It
16. C U When U Get There (spolupráce 40 Thevz)